# Непостојано а

Непостојано а је гласовна промена где се, у зависности од облика речи, самогласник а губи или појављује.

## Примери
- номинатив једнине неких именица мушког рода: борац - борци, момак - момци
- генитив множине неких именица мушког рода: борац - бораца, момак - момака
- генитив множине неких именица женског рода: даске - дасака, сестре - сестара. бачве - бачава
- номинатив једнине мушког рода придева у неодређеном облику: добар - добри, мртав - мртви, шупаљ - шупљи
- генитив једнине мушког рода неких заменица: сав - свег, икакав - икаквог, никакав - никаквог
- инструментал неких именица мушког рода: доручак - доручком
- датив и инструментал множине неких именица мушког рода: вијак - вијцима
- у облицима предлога: с - са, к - ка, низ - низа, кроз - кроза
- код компаратива и суперлатива неких придева: паметан - паметнији

Ова гласовна промена се не догађа у страним речима које су прихваћене у српском језику: манијак - манијаци. Такође није присутна код домаћих речи које имају постакценатску дужину: јунак - јунака.

## Референције
1. ↑  Milošević, Miloš (2003). Gramatika srpskoga jezika / MILOŠEVIĆ MILOŠ. Beograd: Draganić. стр. 29,30. ISBN 978-86-441-0076-8.